# Fullerton (Nebraska)
Fullerton és una població dels Estats Units a l'estat de Nebraska. Segons el cens del 2000 tenia 1.378 habitants.

## Demografia
Segons el cens del 2000, Fullerton tenia 1.378 habitants, 551 habitatges, i 375 famílies. La densitat de població era de 429,1 habitants per km².
Dels 551 habitatges en un 29,6% hi vivien nens de menys de 18 anys, en un 55,4% hi vivien parelles casades, en un 9,1% dones solteres, i en un 31,9% no eren unitats familiars. En el 30,3% dels habitatges hi vivien persones soles el 16,9% de les quals corresponia a persones de 65 anys o més que vivien soles. El nombre mitjà de persones vivint en cada habitatge era de 2,37 i el nombre mitjà de persones que vivien en cada família era de 2,94.
Per edats la població es repartia de la següent manera: un 25,9% tenia menys de 18 anys, un 6,7% entre 18 i 24, un 20,6% entre 25 i 44, un 22,2% de 45 a 60 i un 24,5% 65 anys o més.
L'edat mediana era de 42 anys. Per cada 100 dones de 18 o més anys hi havia 88,7 homes.
La renda mediana per habitatge era de 31.055 $ i la renda mediana per família de 39.087 $. Els homes tenien una renda mediana de 26.528 $ mentre que les dones 19.063 $. La renda per capita de la població era de 17.593 $. Aproximadament el 8,5% de les famílies i el 12% de la població estaven per davall del llindar de pobresa.

## Poblacions més properes
El següent diagrama mostra les poblacions més properes.